# 廣尾稲荷神社
廣尾稲荷神社（ひろおいなりじんじゃ）は、東京都港区南麻布にある稲荷神社である。祭神は倉稲魂神、麻布御花畠の富士見御殿の鎮守であった。御殿は元三枝摂津守屋敷であり、稲荷は其の頃からあったものという。

## 概要
1596年 - 1615年（慶長）年間、将軍徳川秀忠が鷹狩りの際、この地に休息のため立寄ったと伝えられる。1698年（元禄11年）3月28日、徳川将軍家の別荘「富士見御殿」の落成とともに勧請された。1909年（明治42年）2月22日、廣尾稲荷と改称されたが、麻布宮村の千歳寺が別当であったため、千蔵寺稲荷とも呼ばれていた。社殿は木造神明造である。1845年（弘化2年）、拝殿が青山火事と呼ばれる火災により焼失したが、その後、再建され今日に至っている。関東大震災後の1925年（大正14年）、本殿と幣殿が建造された。1940年（昭和15年）、紀元2600年記念事業として、氏子、崇敬者の寄進により、境内整備が行われ、このときに、三基の庚申塔を社殿裏側道路に面した現在地に移転した。
総本社は、伏見稲荷大社（京都府京都市伏見区）である。御神体は木造翁の立像で、商売繁昌、五穀豊穣、火防守護の神として信仰を聚めている。拝殿天井には龍が描かれており、これは日本洋画家の先駆、高橋由一の日本画最後の作で、港区指定文化財となっている。

## 沿革
- 1596年 - 1615年（慶長年間） - 麻布御花畠の富士見御殿の鎮守だった。
- 1698年（元禄11年）3月28日 -　富士見御殿の落成とともに、この地に稲荷を勧請した。
- 1845年（弘化2年）1月24日 - 青山火事により社殿が焼失した。
- 1909年（明治42年）2月22日 - 廣尾稲荷神社の称呼を許可された。
- 1925年（大正14年） - 関東大震災後に、本殿と幣殿が建造された。
- 1940年（昭和15年） - 紀元2600年記念事業として境内整備が行われ、同時に、三基の庚申塔が現在地に移転された[1]。

## 境内
- 本殿
- 拝殿
- 幣殿
- 鳥居
- 庚申塔
- 神輿庫

## 文化財
有形文化財 絵画
広尾稲荷拝殿天井墨龍図 - 1面 絵画 平成12年10月24日指定
幕末から明治時代に活躍した油絵画家・高橋由一が、油絵制作に取り組む以前に、狩野派の様式を基礎とする水墨技法により描いた現存作品である。雲を呼び雨を降らす龍は、天下の安泰を象徴するものとして、好んで描かれる画題である。中世以降、社寺の殿社の天井に、雲中に見え隠れする龍の姿を、水墨画の技法によって描くことが流行した。
拝殿天井のほぼ全体に、水墨の線と濃淡のぼかしを巧みに活かし、頭から尾の先までを円状にくねらせながら一頭の龍が描かれている。「藍川藤原孝経拝画」の署名と「藍川」の印章が見られる。藍川は、高橋由一が、絵画学習の基礎として狩野派の様式を学び、その画法によって水墨画を描いていた時期に使用していた。由一が狩野藍川孝経の落款を残す現存作品は貴重である。
有形文化財 歴史資料
広尾の庚申塔 - 3基（付水鉢）歴史資料 昭和55年11月15日指定
庚申信仰は、庚申の夜に人の体内に住む三尸虫が、眠っている間に体内を抜け出し、天帝にその人の罪科を報告して生命を縮めるといわれているため、眠らずに一夜を明かすもので、講の形をとって地域住民の交際の場となった。庚申塔は庚申信仰を具象的に表現する塔で、室町時代後期以降盛んに各地に建てられた。
広尾稲荷神社の本殿裏手の道路に面した3基の庚申塔は、方形角柱の笠塔婆型で、塔身が太く、堂々としている。社伝では広尾稲荷神社の別当寺であった千蔵寺の住持祐道の代に、講の人々の浄財を得て建てられた。3基のうち、中央には元禄3年（1690年）、左には元禄9年（1696年）の年号があり、右は摩滅のため年代不詳だが、状況から左の2基よりも古い可能性がある。庚申信仰が全国的に盛行している時代の産物であり、この地域も例外ではなかったことがわかる。
庚申信仰の実態は、この地域ではすでに失われ、過去の組織の状況を伝えるものもなく、神道、仏教などと異なり、政策的な指導援助等もないまま、自主的な民間信仰として、庶民の間に行われてきたもので、都心化したこの地域での、かつての信仰のあり方を想起させる遺物として、塔は貴重な存在となっている。現在は境内管理下にあってよく保存されている。

## 氏子地域
- 港区南麻布四丁目1、2（一部）、5（一部）、五丁目全域（旧麻布広尾町）
- 港区南麻布二丁目、白金一丁目、三田五丁目の一部（旧新広尾町二丁目）
- 港区南麻布三丁目22、四丁目13～15、白金三丁目1、五丁目1～3（旧新広尾町三丁目。白金氷川神社との二重氏子）
- 渋谷区広尾五丁目1（一部）、2～6、8～25（旧元広尾町。渋谷氷川神社との二重氏子）

## 交通アクセス
- 東京メトロ日比谷線 - 広尾駅より徒歩2分、東京メトロ日比谷線 - 六本木駅より徒歩18分
- 都営大江戸線 - 六本木駅より徒歩20分

## ギャラリー
- 公道より鳥居を見る（2015年12月撮影）
- 拝殿の軒裏（2015年12月撮影）
- 拝殿天井の墨龍図（2015年12月撮影）
- 公道より社殿を見る（2015年12月撮影）
- 公道より庚申塔を見る（2015年12月撮影）
- 庚申塔3基（2015年12月撮影）